# Estadio Municipal Raúl Miranda
El Estadio Municipal Raúl Miranda, está situado en el municipio de Yumbo, Valle del Cauca. Fue inaugurado en 1972 y cuenta con capacidad para 3.500 espectadores.

## Historia reciente
En 2022 el estadio fue objeto de una remodelación e instalación de sistema de iluminación para jugar allí partidos de noche. Fue por ello que para la temporada 2023 Cortuluá jugó allí sus partidos como local de la Primera B, Copa Colombia, y el Cortuluá Yumbo Industriales FC de la Liga Femenina.
Desde el año 2025, producto de un convenio con la Alcaldía de Yumbo, el club Orsomarso empezó a jugar en la Categoría Primera B proveniente de la ciudad de Palmira. Tanto el plantel masculino, como el femenino que compite en la Liga Profesional Femenina ejercerán su localía en este recinto por el periodo inicial de 1 y 3 años respectivamente.